# Burg Brníčko
Die Ruine der Burg Brníčko (deutsch Brünnles) befindet sich östlich über dem Dorf Brníčko im Okres Šumperk, Tschechien.

## Geographie
Die Ruine der Höhenburg liegt in der Úsovská vrchovina (Ausseer Hügelland) auf einem 388 m Hügel über dem Tal des Baches Loučka. Nordwestlich erhebt sie die Skalka (444 m), im Osten die Šebená (Oberer Berg, 476 m), südlich die Velká Polanka (Pollankaberg, 508 m), Bílý kámen (Weißer Steinberg, 588 m) und Trlina (523 m) sowie im Westen die Markovice (Hoher Steinberg, 475 m). Umliegende Orte sind Brníčko, Dlouhomilov, Strupšín und Dolní Brníčko.

## Geschichte
Nachdem die Vladiken von Dubicko 1287 auch die Herrschaft Otaslavice erworben hatten, begannen sie in Brníčko mit dem Ausbau eines neuen Zentrums ihrer Besitzungen. Die Errichtung der Burg erfolgte vermutlich um 1330 durch Ctibor Morava von Otaslavice und Dubicko († 1369), einem Urenkel Benedas von Dubicko. 1356 wurde die Burg in der Landtafel als Besitz der Herren von Otaslavice eingetragen. Wirtschaftliches Zentrum der durch Teilung der Herrschaft Dubicko entstandenen Herrschaft Brníčko war das Städtchen Brníčko. Im Jahre 1377 gehörte die Burg Ctibors Söhnen Mikuláš Morava, Jimram und Micháč, die sich das Prädikat von Brníčko gaben. Nach dem Tode von Mikuláš Morava fiel die aus der Burg, dem Hof und dem Städtchen Brníčko und sieben Dörfern bestehende Herrschaft Brníčko an den Markgrafen Jobst von Mähren heim. Dieser überließ sie 1387 an Bernhard Hecht von Schützendorf. Ihm folgten zu Beginn des 15. Jahrhunderts die Vladiken von Schönwald. Während des mährischen Bruderkrieges zwischen den Markgrafen Jobst und Prokop von Mähren diente die Burg als Stützpunkt der Truppen Jobsts und war Ausgangspunkt für Beutezüge in das Umland. Auch in den Hussitenkriegen bildete die Burg eine Bollwerk gegen die Aufständischen. 1434 erwarb Jan Tunkl von Drahanovice die Herrschaft und nannte sich nach ihr Tunkl von Brníčko. Der aus einer unbegüterten Landadelsfamilie, die während der Hussitenkriege aus dem Herzogtum Jägerndorf nach Mähren eingewandert war, entstammende Jan Tunkl, wurde zum Begründer eines der mächtigsten mährischen Adelsgeschlechter. Er ließ die in den Hussitenkriegen beschädigte Burg wiederherstellen und Wohngebäude ausbauen.

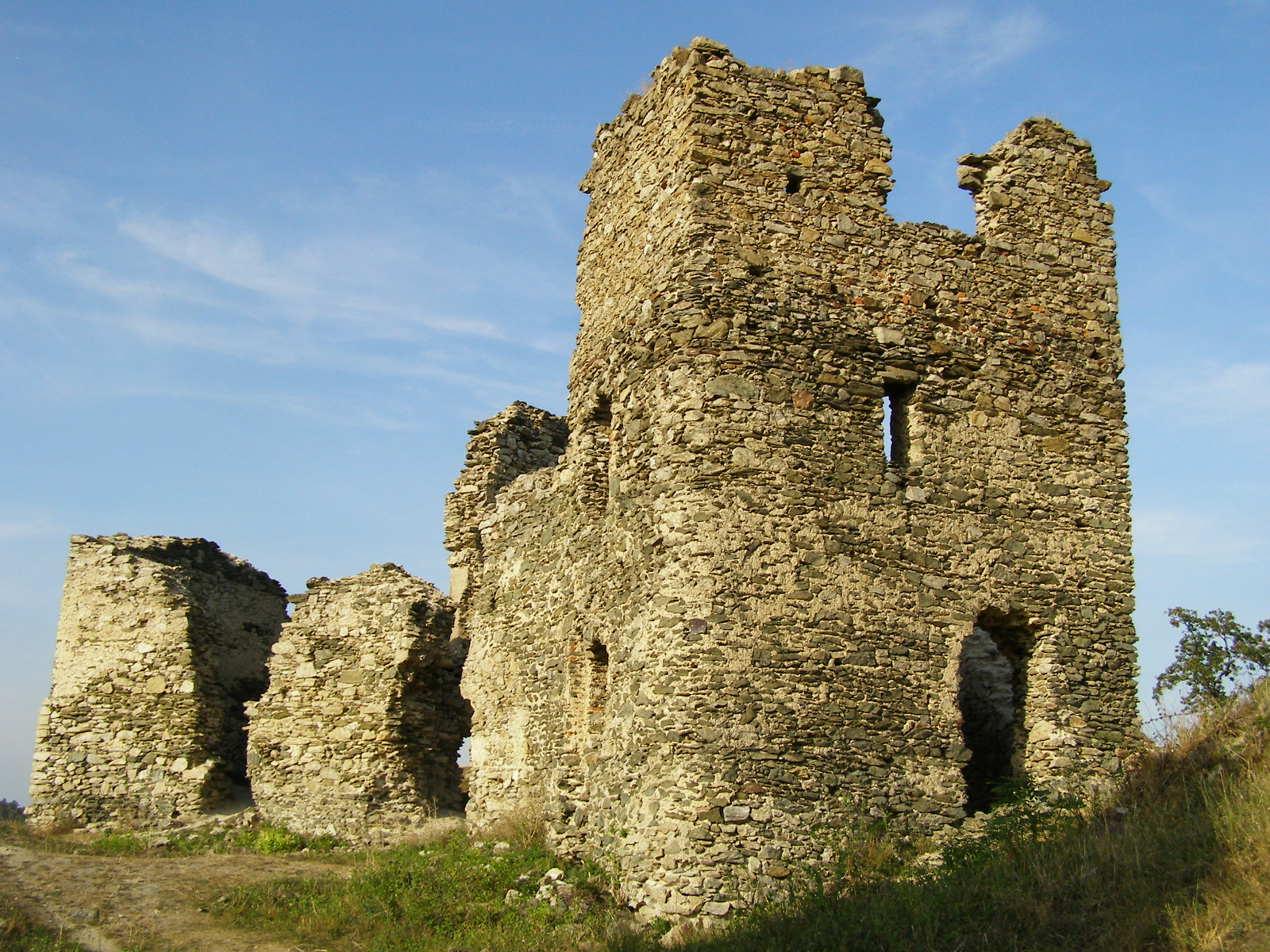
Burgruine Brníčko

1442 erwarb Jan Tunkl die Herrschaft Hohenstadt und 1464 auch Hochstein. Tunkl war ein treuer Unterstützer Georg von Podiebrads und stand in der zweiten Hälfte des 15. Jahrhunderts in einer Dauerfehde mit seinen katholischen Nachbarn, den Herren von Zwole und Goldenstein. Nachdem Jan Tunkl 1464 verstorben war, erbten seine minderjährigen Söhne Jan d. J. und Georg d. Ä. gemeinschaftlich die Güter. Jan nahm seinen Sitz auf der Burg Brníčko und Georg in Hohenstadt. Nachdem während des böhmisch-ungarischen Krieges im Herbst 1468 die böhmischen Truppen unter Zdeněk Kostka von Postupitz von der in Diensten des ungarischen Königs Matthias Corvinus stehenden Legio nigra (Schwarze Rotte) unter dem Kommando des schlesischen Söldnerhauptmanns Franz von Hag (František z Háje) in der Schlacht von Zvole und Rájec geschlagen worden waren, verwüsteten die Söldner die Herrschaften der Brüder Tunkl. 1471 wurde die Burg Brníčko von der Legio nigra eingenommen und zerstört. Georg d. Ä. wechselte im selben Jahre nach dem Tode Georg von Podiebrads die Fronten und kämpfte 1474 als Hauptmann der Legio nigra gegen Vladislav II. 1476 verstarb Jan d. J. Tunkl von Brníčko. Georg d. Ä. verwaltete nachfolgend den gesamten Familienbesitz und nahm die minderjährigen Söhne seines Bruders nach Hohenstadt. Die Burg Brníčko wurde nur notdürftig instand gesetzt. Die an Hohenstadt angeschlossene Herrschaft Brníčko wurde seit 1490 in der Landtafel nicht mehr erwähnt. 1494 verstarb Georg d. Ä. infolge von Verletzungen bei einem Aufstand seiner Untertanen wegen unerträglicher Lasten beim Teichbau. Als Jindřich Tunkl 1510 die Herrschaft Hohenstadt an Nikolaus Trčka von Lípa verpfändete, wurde die Burg letztmals als Teil der Brünnleser Güter aufgeführt. Beim Verlauf der Herrschaft Hohenstadt durch Mikuláš Tunkl an Ladislav von Boskowitz im Jahre 1513 galt die Burg Brníčko bereits als wüst.